# Lok-Sabha-Wahlkreis Bellary
Der Lok-Sabha-Wahlkreis Bellary ist ein Wahlkreis bei den Wahlen zur Lok Sabha, dem Unterhaus des indischen Parlaments. Er liegt im Bundesstaat Karnataka und umfasst den größten Teil des Distrikts Ballari (Bellary).
Der Wahlkreis ist für Kandidaten aus der Stammesbevölkerung (Scheduled Tribes) reserviert. Bei der letzten Wahl zur Lok Sabha waren 1.487.945 Einwohner wahlberechtigt.

## Wahl 2014
Die Wahl zur Lok Sabha 2014 hatte folgendes Ergebnis:
| Kandidat              | Partei                | Stimmen |
| --------------------- | --------------------- | ------- |
| B. Sreeramulu         | BJP                   | 51,1 %  |
| N. Y. Hanumanthappa   | INC                   | 43,0 %  |
| R. Ravinayaka         | JD(S)                 | 1,2 %   |
| Sonstige              | Sonstige              | 4,6 %   |
| Keiner der Kandidaten | Keiner der Kandidaten | 1,1 %   |

## Wahl 2009
Die Wahl zur Lok Sabha 2009 hatte folgendes Ergebnis:
| Kandidat            | Partei     | Stimmen |
| ------------------- | ---------- | ------- |
| J. Shantha          | BJP        | 46,7 %  |
| N. Y. Hanumanthappa | INC        | 46,5 %  |
| A. Ramanjanappa     | Unabh.     | 1,9 %   |
| T. Nagendra         | BSP        | 1,7 %   |
| Chowdappa           | CPI(ML)(L) | 1,3 %   |
| B. Ramaiah          | Unabh.     | 1,1 %   |
| Sonstige            | Sonstige   | 0,8 %   |

## Bisherige Abgeordnete
| Wahl      | Name                  | Partei | Stimmen |
| --------- | --------------------- | ------ | ------- |
| 1951–1952 | T. Subramanyam        | INC    | 56,9 %  |
| 1957      | T. Subramanyam        | INC    | 54,9 %  |
| 1962      | T. Subramanyam        | INC    | 52,0 %  |
| 1967      | V. K. R. V. Rao       | INC    | 53,8 %  |
| 1971      | V. K. R. V. Rao       | INC    | 72,7 %  |
| 1977      | K. S. Veera Bhadrappa | INC    | 69,6 %  |
| 1980      | R. Y. Ghorpade        | INC(I) | 64,2 %  |
| 1984      | Basavarajeshwari      | INC    | 56,0 %  |
| 1989      | Basavarajeshwari      | INC    | 51,9 %  |
| 1991      | Basavarajeshwari      | INC    | 45,9 %  |
| 1996      | K. C. Kondaiah        | INC    | 43,9 %  |
| 1998      | K. C. Kondaiah        | INC    | 39,8 %  |
| 1999      | Sonia Gandhi          | INC    | 51,7 %  |
| 2000*     | Kolur Basavanagoud    | INC    | 53,1 %  |
| 2004      | G. Karunakara Reddy   | BJP    | 33,6 %  |
| 2009      | J. Shantha            | BJP    | 46,7 %  |
| 2014      | B. Sreeramulu         | BJP    | 51,1 %  |

*) Nachwahl

## Wahlkreisgeschichte
Der Wahlkreis Bellary besteht seit der ersten Lok-Sabha-Wahl 1951. Bis 1953 gehörte der Wahlkreis zum Bundesstaat Madras und danach zum Bundesstaat Mysore, ehe dieser 1973 in Karnataka umbenannt wurde. Seit der Lok-Sabha-Wahl 2009 ist der Wahlkreis für Kandidaten aus der Stammesbevölkerung reserviert.